# Emiliano Spataro
Emiliano Spataro (ur. 25 maja 1976 roku w Lanús) – argentyński kierowca wyścigowy.

## Kariera
Spataro rozpoczął karierę w wyścigach samochodowych w 1995 roku od startów w Południowoamerykańskiej Formule 3, gdzie  w klasie Light dziewięciokrotnie zwyciężał. Z dorobkiem czterech punktów uplasował się na dziesiątej pozycji w klasyfikacji generalnej. W klasie Light został mistrzem. W późniejszych latach pojawiał się także w stawce South American Supertouring Championship, Formuły 3000, TC2000 Argentina, Turismo Carretera Argentina, TC2000 - 24º Campeonato Argentino, Top Race V6 Argentina, TC2000 Copa Endurance Series Argentina, Top Race V6 - South America oraz Super TC2000, Argentina.
W Formule 3000 Argentyńczyk wystartował w sześciu wyścigach sezonu 1997 z włoską ekipą Coloni. Jednak nigdy nie zdobywał punktów. Został sklasyfikowany na 30. miejscu w końcowej klasyfikacji kierowców.